# Нупедија
Нупедија је била претежно енглеска енциклопедија на интернету, коју су основали Џими Вејлс и Лари Сангер. Опстала је од марта 2000. године до септембра 2003. године, а најпознатија је као претходница Википедије. Оквири Нупедије били су престроги: од људи се тражило да имају докторат из подручја о коме пишу, те пре него што је чланак објављен јавности, пролазио је кроз неколико фаза провера и одобравања.